# KHL (2021/2022)
Sezon KHL 2021/2022 – czternasty sezon ligi KHL rozgrywany na przełomie 2021 i 2022.

## Kluby uczestniczące
W czerwcu 2021 ogłoszono, że Admirał Władywostok jest bliski powrotu do KHL w sezonie 2021/2021 w związku z tym, że władze klubu osiągnęły porozumienie z hokeistami i trenerami w zakresie niespłaconych długów za sezon 2017/2018, które powinny być uregulowane do 31 lipca 2021.
W związku z tym dokonano przetasowań w rozmieszczeniu drużyn w dywizjach konferencji. W Konferencji Wschód Siewierstal Czerepowiec została przesunięta z Dywizji Bobrowa do Dywizji Tarasowa, a Torpedo Niżny Nowogród z Dywizji Charłamowa (Konferencja Wschód) do Dywizji Bobrowa (Konferencja Zachód). W Konferencji Wschód Kunlun Red Star został przesunięty z Dywizji Czernyszowa do Dywizji Charłamowa, a jego miejsce zajął przyjęty ponownie do KHL Admirał Władywostok.
| Konferencja Zachód     | Konferencja Zachód      | Konferencja Wschód         | Konferencja Wschód  |
| Dywizja Bobrowa        | Dywizja Tarasowa        | Dywizja Charłamowa         | Dywizja Czernyszowa |
| ---------------------- | ----------------------- | -------------------------- | ------------------- |
| Jokerit                | CSKA Moskwa             | Ak Bars Kazań              | Admirał Władywostok |
| SKA Sankt Petersburg   | Dinamo Moskwa           | Awtomobilist Jekaterynburg | Amur Chabarowsk     |
| HK Soczi               | Dinamo Ryga             | Kunlun Red Star            | Awangard Omsk       |
| Spartak Moskwa         | Dynama Mińsk            | Mietałłurg Magnitogorsk    | Barys Nur-Sułtan    |
| Torpedo Niżny Nowogród | Łokomotiw Jarosław      | Nieftiechimik Niżniekamsk  | Saławat Jułajew Ufa |
| Witiaź Podolsk         | Siewierstal Czerepowiec | Traktor Czelabińsk         | Sibir Nowosybirsk   |

## Sezon zasadniczy
Każda z 24 drużyn ma do rozegrania 56 kolejek ligowych (łącznie 672 spotkań ligowych). 
Z uwagi na wprowadzenie przez władze Łotwy lockdownu w trakcie pandemii COVID-19 (od 21 października do 15 listopada 2021) zdecydowano, że mecze domowe Dinama Ryga będą rozgrywane bez udziału publiczności.
W związku z narastającą liczbą zakażeń koronawirusem i koniecznością odwoływania pojedynczych meczów w dniu 12 stycznia 2022 władze KHL ogłosiły przełożenie terminów wszystkich nadchodzących spotkań. Po przerwie spowodowanej trwającym turniejem na Zimowych Igrzyskach Olimpijskich 2022 w Pekinie kontynuacja rozgrywek miała być podjęta 22 lutego 2022. Mimo tego w dniu 16 lutego 2022 władze KHL wydały oświadczenie, zgodnie z którym:
- z uwagi na niemożliwość rozegrania zaległych spotkań w terminie zrezygnowano z kontynuacji sezonu zasadniczego,
- ustalono końcową kolejność drużyn w konferencjach opierając się na procentowej skuteczności zdobywanych punktów na mecz,
- nie został wyłoniony zdobywca Pucharu Kontynentu dla najlepszej drużyny w sezonie zasadniczym,
- przedstawiono pary w rozgrywce play-off od 1 marca 2022 i zasady obowiązujące w tym etapie sezonu[6].

### Puchar Otwarcia
W pierwszym meczu sezonu o Puchar Otwarcia 1 września 2021 mistrz w poprzedniej edycji Awangard Omsk zmierzył się z wicemistrzem tj. CSKA Moskwa, a formalnym gospodarzem był aktualny triumfator ligi (mecz rozegrano w mieście Bałaszycha, gdzie od 2018 Awangard rozgrywał mecze w roli gospodarza). Awangard zdobył Puchar wygrywając z CSKA 4:0.

### Mecz w Dubaju
17 października 2021 zawarto umowę zgodnie z którą w Dubaju (Zjednoczone Emiraty Arabskie) w hali Coca-Cola Arena zostanie rozegrany mecz ligowy Awangard Omsk – Ak Bars Kazań. 3 grudnia 2021 odbył się mecz gościnny w Coca-Cola Arena w Dubaju (Zjednoczone Emiraty Arabskie), w którym Awangard Omsk uległ Ak Barsowi Kazań 1:3.

### Mecz Gwiazd
Odwołany z powodu pandemii COVID-19 w poprzednim sezonie Mecz Gwiazd KHL 2021 pierwotnie został przesunięty na rok 2022 w tym samym mieście tj. w Rydze. W czerwcu 2021 ogłoszono odwołanie tej imprezy w tym miejscu. 7 lipca 2021 ogłoszono, że organizatorem Tygodnia Gwiazd 2022 będzie Czelabińsk.

### Statystyki indywidualne
Statystyki zaktualizowane w czasie przedwczesnego zakończenia rundy zasadniczej.
Zawodnicy z pola łącznie
| Gole                            | Gole | Asysty                        | Asysty | Punkty                        | Punkty |
| ------------------------------- | ---- | ----------------------------- | ------ | ----------------------------- | ------ |
| Niko Ojamäki (Witiaź)           | 29   | Wadim Szypaczow (Din. Moskwa) | 43     | Wadim Szypaczow (Din. Moskwa) | 67     |
| Stanisław Galijew (Din. Moskwa) | 25   | Nick Bailen (Traktor)         | 36     | Andriej Kuźmienko (SKA)       | 53     |
| Wadim Szypaczow (Din. Moskwa)   | 24   | Brian O’Neill (Jokerit)       | 33     | Corban Knight (Awangard)      | 48     |
| Anton Burdasow (SKA)            | 23   | Andriej Kuźmienko (SKA)       | 33     | Damir Żafiarow (Torpedo)      | 45     |
| Nikita Tiertyszny (Traktor)     | 22   | Miro Aaltonen (Witiaź)        | 32     | Nikita Michajlis (Barys)      | 44     |

Obrońcy
| Gole                        | Gole | Asysty                          | Asysty | Punkty                          | Punkty |
| --------------------------- | ---- | ------------------------------- | ------ | ------------------------------- | ------ |
| Oliwer Kaski (Awangard)     | 13   | Nick Bailen (Traktor)           | 36     | Nick Bailen (Traktor)           | 42     |
| Steven Kampfer (Ak Bars)    | 11   | Nikita Niestierow (CSKA)        | 28     | Oliwer Kaski (Awangard)         | 33     |
| Philip Holm (Jokerit)       | 10   | Wiaczesław Wojnow (Din. Moskwa) | 26     | Nikita Niestierow (CSKA)        | 33     |
| Darren Dietz (Barys/CSKA)   | 10   | Lukáš Klok (Nieftiechimik)      | 26     | Wiaczesław Wojnow (Din. Moskwa) | 31     |
| Theodor Lennström (Torpedo) | 9    | Linus Hultström (Mietałłurg)    | 24     | Lukáš Klok (Nieftiechimik)      | 31     |

Bramkarze
| Skuteczność interwencji (w %) | Skuteczność interwencji (w %) | Średnia goli straconych (na mecz) | Średnia goli straconych (na mecz) | Mecze bez straty gola     | Mecze bez straty gola |
| ----------------------------- | ----------------------------- | --------------------------------- | --------------------------------- | ------------------------- | --------------------- |
| Lars Johansson (SKA)          | 93,2                          | Lars Johansson (SKA)              | 1,63                              | Lars Johansson (SKA)      | 9                     |
| Juha Metsola (Saławat)        | 93,1                          | Juha Metsola (Saławat)            | 1,87                              | Harri Säteri (Mietałłurg) | 6                     |
| Anton Krasotkin (Sibir)       | 93,1                          | Edward Pasquale (Łokomotiw)       | 1,99                              | Juha Metsola (Saławat)    | 5                     |
| Jewgienij Alikin (Amur)       | 92,9                          | Iwan Fiedotow (CSKA)              | 2,00                              | Magnus Hellberg (Soczi)   | 5                     |
| Roman Will (Traktor)          | 92,9                          | Harri Säteri (Mietałłurg)         | 2,02                              | Šimon Hrubec (Awangard)   | 5                     |

Pozostałe
| Klasyfikacja +/-            | Klasyfikacja +/- | Zwycięskie gole                 | Zwycięskie gole | Minuty kar                     | Minuty kar |
| --------------------------- | ---------------- | ------------------------------- | --------------- | ------------------------------ | ---------- |
| Artiom Minulin (Mietałłurg) | +22              | Damir Żafiarow (Torpedo)        | 7               | Patrice Cormier (Awtomobilist) | 63         |
| Tomáš Hyka (Traktor)        | +21              | Stanisław Galijew (Din. Moskwa) | 6               | Piotr Chochriakow (Saławat)    | 60         |
| Nikita Tiertyszny (Traktor) | +21              | Nikołaj Gołdobin (Mietałłurg)   | 6               | Nick Bailen (Traktor)          | 63         |
| Michaił Worobjow (SKA)      | +20              | Sakari Manninen (Saławat)       | 6               | Michaił Głuchow (Ak Bars)      | 52         |
| Nikołaj Kulomin (Saławat)   | +19              | Nick Bailen (Traktor)           | 5               | Roman Gorbunow (Mińsk)         | 50         |

- Pierwsze miejsce w klasyfikacji średniego czasu gry w meczu wśród obrońców:  Mikko Lehtonen (SKA) – 27,04 min.
- Pierwsze miejsce w klasyfikacji średniego czasu gry w meczu wśród napastników:  Corban Knight (Awangard) – 20,23 min.
- Pierwsze miejsce w klasyfikacji liczby zablokowanych strzałów:  Aleksiej Jemielin (Awangard) – 120
- Pierwsze miejsce w klasyfikacji wykonanych uderzeń ciałem:  Lukáš Sedlák (Traktor) – 157

## Faza play-off
Fazę play-off zaplanowano na dni od 1 marca 2022.
Po rozpoczęciu inwazji Rosji na Ukrainę władze fińskiego klubu Jokerit 25 lutego 2022 wycofały drużynę z rozgrywek, w związku z czym przewidzianemu do rywalizacji w parze z nim Spartakowi Moskwa przyznano walkower. 27 lutego 2022 ogłoszono decyzję o wycofaniu łotewskiego Dinama Ryga ze wszystkich struktur KHL. W kolejnych dniach swoje kontrakty rozwiązali pojedynczy zagraniczni zawodnicy z drużyn KHL oraz wszyscy nierosyjscy gracze z zespołu Saławat Jułajew Ufa.

### Schemat play-off
|  |                          |                           |                          |                         |   |                       |                         |                       |  |  |                    |                    |                    |  |  |                         |                         |                         |
|  | Ćwierćfinały Konferencji | Ćwierćfinały Konferencji  | Ćwierćfinały Konferencji |                         |   | Półfinały Konferencji | Półfinały Konferencji   | Półfinały Konferencji |  |  | Finały Konferencji | Finały Konferencji | Finały Konferencji |  |  | Finał o Puchar Gagarina | Finał o Puchar Gagarina | Finał o Puchar Gagarina |
|  | Ćwierćfinały Konferencji | Ćwierćfinały Konferencji  | Ćwierćfinały Konferencji |                         |   | Półfinały Konferencji | Półfinały Konferencji   | Półfinały Konferencji |  |  | Finały Konferencji | Finały Konferencji | Finały Konferencji |  |  | Finał o Puchar Gagarina | Finał o Puchar Gagarina | Finał o Puchar Gagarina |
|  |                          |                           |                          |                         |   |                       |                         |                       |  |  |                    |                    |                    |  |  |                         |                         |                         |
|  |                          |                           |                          |                         |   |                       |                         |                       |  |  |                    |                    |                    |  |  |                         |                         |                         |
|  | 1                        | SKA Sankt Petersburg      | 4                        |                         |   |                       |                         |                       |  |  |                    |                    |                    |  |  |                         |                         |                         |
|  | 1                        | SKA Sankt Petersburg      | 4                        |                         |   |                       |                         |                       |  |  |                    |                    |                    |  |  |                         |                         |                         |
|  | 8                        | Dynama Mińsk              | 0                        |                         |   |                       |                         |                       |  |  |                    |                    |                    |  |  |                         |                         |                         |
|  | 8                        | Dynama Mińsk              | 0                        |                         |   | 1                     | SKA Sankt Petersburg    | 4                     |  |  |                    |                    |                    |  |  |                         |                         |                         |
|  |                          |                           |                          |                         |   | 1                     | SKA Sankt Petersburg    | 4                     |  |  |                    |                    |                    |  |  |                         |                         |                         |
|  |                          |                           | 7                        | Spartak Moskwa          | 1 |                       |                         |                       |  |  |                    |                    |                    |  |  |                         |                         |                         |
|  | 2                        | Jokerit                   | 7                        | Spartak Moskwa          | 1 | 0                     |                         |                       |  |  |                    |                    |                    |  |  |                         |                         |                         |
|  | 2                        | Jokerit                   |                          |                         |   |                       |                         |                       |  |  |                    |                    |                    |  |  |                         |                         |                         |
|  | 7                        | Spartak Moskwa            | 4                        |                         |   |                       |                         |                       |  |  |                    |                    |                    |  |  |                         |                         |                         |
|  | 7                        | Spartak Moskwa            | 4                        |                         |   | 1                     | SKA Sankt Petersburg    | 3                     |  |  |                    |                    |                    |  |  |                         |                         |                         |
|  | Konferencja Zachód       |                           |                          |                         |   | 1                     | SKA Sankt Petersburg    | 3                     |  |  |                    |                    |                    |  |  |                         |                         |                         |
|  |                          |                           | 3                        | CSKA Moskwa             | 4 |                       |                         |                       |  |  |                    |                    |                    |  |  |                         |                         |                         |
|  | 3                        | CSKA Moskwa               | 3                        | CSKA Moskwa             | 4 | 4                     |                         |                       |  |  |                    |                    |                    |  |  |                         |                         |                         |
|  | 3                        | CSKA Moskwa               |                          |                         |   |                       |                         |                       |  |  |                    |                    |                    |  |  |                         |                         |                         |
|  | 6                        | Łokomotiw Jarosław        | 0                        |                         |   |                       |                         |                       |  |  |                    |                    |                    |  |  |                         |                         |                         |
|  | 6                        | Łokomotiw Jarosław        | 0                        |                         |   | 3                     | CSKA Moskwa             | 4                     |  |  |                    |                    |                    |  |  |                         |                         |                         |
|  |                          |                           |                          |                         |   | 3                     | CSKA Moskwa             | 4                     |  |  |                    |                    |                    |  |  |                         |                         |                         |
|  |                          |                           | 4                        | Dinamo Moskwa           | 0 |                       |                         |                       |  |  |                    |                    |                    |  |  |                         |                         |                         |
|  | 4                        | Dinamo Moskwa             | 4                        | Dinamo Moskwa           | 0 | 4                     |                         |                       |  |  |                    |                    |                    |  |  |                         |                         |                         |
|  | 4                        | Dinamo Moskwa             |                          |                         |   |                       |                         |                       |  |  |                    |                    |                    |  |  |                         |                         |                         |
|  | 5                        | Siewierstal Czerepowiec   | 3                        |                         |   |                       |                         |                       |  |  |                    |                    |                    |  |  |                         |                         |                         |
|  | 5                        | Siewierstal Czerepowiec   | 3                        |                         |   | Z                     | CSKA Moskwa             | 4                     |  |  |                    |                    |                    |  |  |                         |                         |                         |
|  |                          |                           |                          |                         |   |                       |                         |                       |  |  |                    |                    |                    |  |  |                         |                         |                         |
|  |                          |                           | W                        | Mietałłurg Magnitogorsk | 3 |                       |                         |                       |  |  |                    |                    |                    |  |  |                         |                         |                         |
|  | 1                        | Mietałłurg Magnitogorsk   | W                        | Mietałłurg Magnitogorsk | 3 | 4                     |                         |                       |  |  |                    |                    |                    |  |  |                         |                         |                         |
|  | 1                        | Mietałłurg Magnitogorsk   |                          |                         |   |                       |                         |                       |  |  |                    |                    |                    |  |  |                         |                         |                         |
|  | 8                        | Barys Nur-Sułtan          | 1                        |                         |   |                       |                         |                       |  |  |                    |                    |                    |  |  |                         |                         |                         |
|  | 8                        | Barys Nur-Sułtan          | 1                        |                         |   | 1                     | Mietałłurg Magnitogorsk | 4                     |  |  |                    |                    |                    |  |  |                         |                         |                         |
|  |                          |                           |                          |                         |   | 1                     | Mietałłurg Magnitogorsk | 4                     |  |  |                    |                    |                    |  |  |                         |                         |                         |
|  |                          |                           | 5                        | Awangard Omsk           | 3 |                       |                         |                       |  |  |                    |                    |                    |  |  |                         |                         |                         |
|  | 2                        | Traktor Czelabińsk        | 5                        | Awangard Omsk           | 3 | 4                     |                         |                       |  |  |                    |                    |                    |  |  |                         |                         |                         |
|  | 2                        | Traktor Czelabińsk        |                          |                         |   |                       |                         |                       |  |  |                    |                    |                    |  |  |                         |                         |                         |
|  | 7                        | Nieftiechimik Niżniekamsk | 0                        |                         |   |                       |                         |                       |  |  |                    |                    |                    |  |  |                         |                         |                         |
|  | 7                        | Nieftiechimik Niżniekamsk | 0                        |                         |   | 1                     | Mietałłurg Magnitogorsk | 4                     |  |  |                    |                    |                    |  |  |                         |                         |                         |
|  | Konferencja Wschód       |                           |                          |                         |   | 1                     | Mietałłurg Magnitogorsk | 4                     |  |  |                    |                    |                    |  |  |                         |                         |                         |
|  |                          |                           | 3                        | Traktor Czelabińsk      | 1 |                       |                         |                       |  |  |                    |                    |                    |  |  |                         |                         |                         |
|  | 3                        | Saławat Jułajew Ufa       | 3                        | Traktor Czelabińsk      | 1 | 4                     |                         |                       |  |  |                    |                    |                    |  |  |                         |                         |                         |
|  | 3                        | Saławat Jułajew Ufa       |                          |                         |   |                       |                         |                       |  |  |                    |                    |                    |  |  |                         |                         |                         |
|  | 6                        | Sibir Nowosybirsk         | 1                        |                         |   |                       |                         |                       |  |  |                    |                    |                    |  |  |                         |                         |                         |
|  | 6                        | Sibir Nowosybirsk         | 1                        |                         |   | 2                     | Traktor Czelabińsk      | 4                     |  |  |                    |                    |                    |  |  |                         |                         |                         |
|  |                          |                           |                          |                         |   | 2                     | Traktor Czelabińsk      | 4                     |  |  |                    |                    |                    |  |  |                         |                         |                         |
|  |                          |                           | 3                        | Saławat Jułajew Ufa     | 2 |                       |                         |                       |  |  |                    |                    |                    |  |  |                         |                         |                         |
|  | 4                        | Ak Bars Kazań             | 3                        | Saławat Jułajew Ufa     | 2 | 2                     |                         |                       |  |  |                    |                    |                    |  |  |                         |                         |                         |
|  | 4                        | Ak Bars Kazań             |                          |                         |   |                       |                         |                       |  |  |                    |                    |                    |  |  |                         |                         |                         |
|  | 5                        | Awangard Omsk             | 4                        |                         |   |                       |                         |                       |  |  |                    |                    |                    |  |  |                         |                         |                         |
|  | 5                        | Awangard Omsk             | 4                        |                         |   |                       |                         |                       |  |  |                    |                    |                    |  |  |                         |                         |                         |
|  |                          |                           |                          |                         |   |                       |                         |                       |  |  |                    |                    |                    |  |  |                         |                         |                         |

### Statystyki indywidualne
Statystyki zaktualizowane po zakończeniu fazy play-off.
Zawodnicy z pola łącznie
| Gole                          | Gole | Asysty                        | Asysty | Punkty                        | Punkty |
| ----------------------------- | ---- | ----------------------------- | ------ | ----------------------------- | ------ |
| Brendan Leipsic (Mietałłurg)  | 11   | Philippe Maillet (Mietałłurg) | 13     | Philippe Maillet (Mietałłurg) | 21     |
| Konstantin Okułow (CSKA)      | 8    | Jegor Jakowlew (Mietałłurg)   | 13     | Brendan Leipsic (Mietałłurg)  | 20     |
| Michaił Grigorienko (CSKA)    | 8    | Peter Cehlárik (Awangard)     | 12     | Nikołaj Gołdobin (Mietałłurg) | 18     |
| Nikołaj Gołdobin (Mietałłurg) | 8    | Maksim Karpow (Mietałłurg)    | 11     | Konstantin Okułow (CSKA)      | 17     |
| Philippe Maillet (Mietałłurg) | 8    | Władisław Kamieniew (CSKA)    | 10     | Nikita Gusiew (SKA)           | 16     |

Obrońcy
| Gole                            | Gole | Asysty                           | Asysty | Punkty                          | Punkty |
| ------------------------------- | ---- | -------------------------------- | ------ | ------------------------------- | ------ |
| Wiaczesław Wojnow (Din. Moskwa) | 5    | Jegor Jakowlew (Mietałłurg)      | 13     | Jegor Jakowlew (Mietałłurg)     | 15     |
| Grigorij Dronow (Mietałłurg)    | 5    | Grigorij Dronow (Mietałłurg)     | 9      | Grigorij Dronow (Mietałłurg)    | 14     |
| Nick Bailen (Traktor)           | 4    | Nikita Niestierow (CSKA)         | 8      | Nikita Niestierow (CSKA)        | 11     |
| Damir Szaripzianow (Awangard)   | 3    | Lawrence Pilut (Traktor)         | 7      | Wiaczesław Wojnow (Din. Moskwa) | 10     |
| Igor Ożyganow (SKA)             | 3    | Aleksiej Bieriegłazow (Awangard) | 6      | Nick Bailen (Traktor)           | 8      |

Bramkarze
| Skuteczność interwencji (w %)   | Skuteczność interwencji (w %) | Średnia goli straconych (na mecz) | Średnia goli straconych (na mecz) | Mecze bez straty gola            | Mecze bez straty gola |
| ------------------------------- | ----------------------------- | --------------------------------- | --------------------------------- | -------------------------------- | --------------------- |
| Iwan Fiedotow (CSKA)            | 93,7                          | Oscar Dansk (Spartak)             | 1,76                              | Wasilij Koszeczkin (Mietałłurg)  | 3                     |
| Oscar Dansk (Spartak)           | 93,3                          | Iwan Fiedotow (CSKA)              | 1,85                              | Šimon Hrubec (Awangard)          | 2                     |
| Wasilij Koszeczkin (Mietałłurg) | 93,1                          | Aleksandr Szaryczenkow (Saławat)  | 2,08                              | Aleksandr Szaryczenkow (Saławat) | 1                     |
| Daniił Isajew (Łokomotiw)       | 92,9                          | Lars Johansson (SKA)              | 2,09                              | Iwan Fiedotow (CSKA)             | 1                     |
| Roman Will (Traktor)            | 92,5                          | Roman Will (Traktor)              | 2,14                              | Daniił Isajew (Łokomotiw)        | 0                     |

Pozostałe
| Klasyfikacja +/-               | Klasyfikacja +/- | Zwycięskie gole                 | Zwycięskie gole | Minuty kar                  | Minuty kar |
| ------------------------------ | ---------------- | ------------------------------- | --------------- | --------------------------- | ---------- |
| Jegor Jakowlew (Mietałłurg)    | +14              | Nikita Gusiew (SKA)             | 4               | Josh Currie (Mietałłurg)    | 65         |
| Artiom Ziemczonok (Mietałłurg) | +12              | Wiaczesław Wojnow (Din. Moskwa) | 3               | Grigorij Panin (Saławat)    | 61         |
| Konstantin Okułow (CSKA)       | +11              | Dienis Ziernow (Mietałłurg)     | 3               | Nikita Sosznikow (Awangard) | 31         |
| Nikita Niestierow (CSKA)       | +11              | Aleksandr Popow (SKA)           | 3               | Aleksandr Szarow (Sibir)    | 29         |
| Lawrence Pilut (Traktor)       | +10              | Brendan Leipsic (Mietałłurg)    | 2               | Nick Bailen (Traktor)       | 27         |

- Pierwsze miejsce w klasyfikacji średniego czasu gry w meczu wśród obrońców:  Aleksiej Marczenko (Łokomotiw) – 26,21 min.
- Pierwsze miejsce w klasyfikacji średniego czasu gry w meczu wśród napastników:  Artiom Anisimow (Łokomotiw) – 25:44 min.
- Pierwsze miejsce w klasyfikacji liczby zablokowanych strzałów:  Grigorij Dronow (Mietałłurg) – 50
- Pierwsze miejsce w klasyfikacji wykonanych uderzeń ciałem:  Josh Currie (Mietałłurg) – 52

### Skład triumfatorów
Skład zdobywcy Pucharu Gagarina – drużyny CSKA Moskwa – w sezonie 2021/2022:
| Sztab trenerski: - Siergiej Fiodorow – główny trener - Jewgienij Korieszkow – trener - Rawil Jakubow – trener - Sergejs Naumovs – trener bramkarzy |  | Bramkarze: - Iwan Fiedotow - Adam Reideborn Obrońcy: - Artiom Błażyjewski - Klas Dahlbäck - Darren Dietz - John Gilmour - Bogdan Kisielewicz - Nikita Niestierow - Władisław Prowolniew - Artiom Siergiejew - Viktor Svedberg |  | Napastnicy: - Witalij Abramow - Siergiej Andronow – kapitan - Michaił Grigorienko - Matwiej Guśkow - Władisław Kamieniew - Pawieł Karnauchow - Tachir Mingaczow - Joakim Nordström - Konstantin Okułow - Siemion Pankratow - Siergiej Płotnikow - Aleksandr Popow - Maksim Sorkin - Anton Slepyszew - Andriej Swietłakow - Lucas Wallmark |

## Nagrody, trofea i wyróżnienia
- Puchar Otwarcia: Awangard Omsk
- Puchar Kontynentu: nie wyłoniony
- Trofeum za zwycięstwo w Konferencji Wschód w fazie play-off: Mietałłurg Magnitogorsk
- Trofeum za zwycięstwo w Konferencji Zachód w fazie play-off: CSKA Moskwa
- Nagroda Wsiewołoda Bobrowa (dla najskuteczniejszej drużyny w sezonie): Mietałłurg Magnitogorsk (244 gole w 72 meczach – 164 w 48 meczach sezonu regularnego plus 80 goli w 24 spotkaniach fazy play-off)
- Puchar Gagarina: CSKA Moskwa[30]

### Zawodnicy miesiąca i etapów
Od początku historii rozgrywek są przyznawane nagrody indywidualne w czterech kategoriach odnośnie do pozycji zawodników (bramkarz, obrońca, napastnik oraz pierwszoroczniak) za każdy miesiąc, wzgl. etap w fazie play-off.
| Miesiąc                  | Bramkarz                                     | Obrońca                                    | Napastnik                                    | Pierwszoroczniak                          |
| ------------------------ | -------------------------------------------- | ------------------------------------------ | -------------------------------------------- | ----------------------------------------- |
| Wrzesień 2021            | Juha Metsola (Saławat Jułajew Ufa)           | Michaił Pasznin (Mietałłurg Magnitogorsk)  | Wadim Szypaczow (Dinamo Moskwa)              | Dmitrij Raszewski (Dinamo Moskwa)         |
| Październik 2021         | Lars Johansson (SKA Sankt Petersburg)        | Jesse Blacker (Awtomobilist Jekaterynburg) | Marat Chajrullin (Nieftiechimik Niżniekamsk) | Dmitrij Raszewski (Dinamo Moskwa)         |
| Listopad 2021            | Šimon Hrubec (Awangard Omsk)                 | Nikita Niestierow (CSKA Moskwa)            | Stanisław Galijew (Dinamo Moskwa)            | Arsienij Griciuk (Awangard Omsk)          |
| Grudzień 2021            | Lars Johansson (SKA Sankt Petersburg)        | Steven Kampfer (Ak Bars Kazań)             | Andriej Kuźmienko (SKA Sankt Petersburg)     | Arsienij Griciuk (Awangard Omsk)          |
| Styczeń 2022             | Šimon Hrubec (Awangard Omsk)                 | Ilja Chochłow (Siewierstal Czerepowiec)    | Nikita Guslistow (Siewierstal Czerepowiec)   | Arsienij Griciuk (Awangard Omsk)          |
| Ćwierćfinały konferencji | Šimon Hrubec (Awangard Omsk)                 | Wiaczesław Wojnow (Dinamo Moskwa)          | Andriej Kuźmienko (SKA Sankt Petersburg)     | Arsienij Griciuk (Awangard Omsk)          |
| Półfinały konferencji    | Roman Will (Traktor Czelabińsk)              | Damir Szaripzianow (Awangard Omsk)         | Nikołaj Gołdobin (Mietałłurg Magnitogorsk)   | Arsienij Griciuk (Awangard Omsk)          |
| Finały konferencji       | Iwan Fiedotow (CSKA Moskwa)                  | Lawrence Pilut (Traktor Czelabińsk)        | Maksim Sorkin (CSKA Moskwa)                  | Marat Chusnutdinow (SKA Sankt Petersburg) |
| Puchar Gagarina          | Wasilij Koszeczkin (Mietałłurg Magnitogorsk) | Nikita Niestierow (CSKA Moskwa)            | Philippe Maillet (Mietałłurg Magnitogorsk)   | Tachir Mingaczow (CSKA Moskwa)            |

### Nagrody indywidualne
Ceremonia Zamknięcia sezonu odbyła się 19 maja 2022 i tradycyjnie miała miejsce w Barwikha Luxury Village pod Moskwą, a podczas uroczystości zostały wręczone nagrody.
- Nagroda dla najskuteczniejszego strzelca sezonu: Niko Ojamäki (Witiaź Podolsk) – 29 goli w sezonie zasadniczym.
- Nagroda dla najlepiej punktującego zawodnika (punktacja kanadyjska): Wadim Szypaczow (Dinamo Moskwa) – w sezonie regularnym uzyskał 67 punktów za 24 gole i 43 asysty.
- Nagroda dla najlepiej punktującego obrońcy (punktacja kanadyjska): Nick Bailen (Traktor Czelabińsk) – w sezonie regularnym uzyskał 42 punkty.
- Najlepsza Trójka (dla najskuteczniejszego tercetu napastników w sezonie regularnym): Jakob Lilja, Curtis Valk, Nikita Michajlis (Barys Astana) – wspólnie zgromadzili 35 goli[42].
- Złoty Kij – Najbardziej Wartościowy Gracz (MVP) sezonu regularnego: Wadim Szypaczow (Dinamo Moskwa).
- Mistrz Play-off – Najbardziej Wartościowy Gracz (MVP) fazy play-off: Aleksandr Popow (Awangard Omsk).
- Najlepszy Bramkarz Sezonu: Iwan Fiedotow (CSKA Moskwa).
- Nagroda dla najlepszego pierwszoroczniaka sezonu KHL im. Aleksieja Czeriepanowa: Arsienij Griciuk (Awangard Omsk).
- Złoty Kask (przyznawany sześciu zawodnikom wybranym do składu gwiazd sezonu):
  - Iwan Fiedotow (CSKA Moskwa)) – bramkarz,
  - Nikita Niestierow (CSKA Moskwa) – obrońca,
  - Jegor Jakowlew (Mietałłurg Magnitogorsk) – obrońca,
  - Wadim Szypaczow (Dinamo Moskwa) – napastnik,
  - Andriej Kuźmienko (SKA Sankt Petersburg) – napastnik,
  - Nikołaj Gołdobin (Mietałłurg Magnitogorsk) – napastnik.
- Nagroda Żelazny Człowiek: Pawieł Diedunow (Awangard Omsk) – 206 spotkań rozegranych w trzech ostatnich sezonach.
- Nagroda za Wierność Hokejowi (dla najlepszego weterana): Aleksandr Jeriomienko (Dinamo Moskwa).
- Nagroda dla Najlepszego Trenera Sezonu: Siergiej Fiodorow (CSKA Moskwa).
- Nagroda Walentina Sycza (przyznawana prezesowi, który w sezonie kierował najlepiej klubem): Igor Jesmantowicz (prezydent klubu CSKA Moskwa).
- Nagroda Andrieja Starowojtowa (Złoty Gwizdek) dla najlepszego sędziego głównego sezonu: Siergiej Bielajew.
- Nagroda Michaiła Galinowskiego (Złoty Gwizdek) dla najlepszego sędziego liniowego sezonu: Jurij Iwanow.